# Sam Jones III
Sam L. Jones III (Boston, 29 april 1983) is een Amerikaans acteur, bekend van zijn rollen als Craig Shilo in de serie Blue Mountain State en als Pete Ross in de serie Smallville.